# Grand Prix automobile de France 1966
GP précédent GP suivant
Le Grand Prix de France 1966 (LIIe Grand Prix de l'A.C.F.), disputé sur le circuit de Reims-Gueux le 3 juillet 1966, est la cent-quarante-quatrième épreuve du championnat du monde de Formule 1 courue depuis 1950 et la troisième manche du championnat 1966. L'épreuve porte également le titre honorifique de Grand Prix d'Europe 1966.

## Contexte avant la course

### Le championnat du monde
Après cinq années de Formule 1 1 500 cm3, formule dérivée de l'ancienne Formule 2 en vigueur de 1957 à 1960, la Commission sportive internationale (C.S.I.) a décidé lors de son comité exécutif de décembre 1963 de porter à trois litres la cylindrée des nouvelles F1, mesure entrée en vigueur le 1er janvier 1966. Le nouveau règlement autorise à nouveau l'utilisation de moteurs suralimentés, avec un coefficient deux pour la cylindrée (soit un maximum de 1 500 cm3 en cas d'utilisation d'un compresseur volumétrique ou d'un turbocompresseur). La réglementation s'appuie sur les points suivants :
- pas de cylindrée minimale
- cylindrée maximale : 3 000 cm3 si moteur atmosphérique ou 1 500 cm3 si moteur suralimenté
- poids minimal : 500 kg (à sec)
- roues non carénées
- double circuit de freinage obligatoire
- arceau de sécurité obligatoire (le haut du cerceau devant dépasser le casque du pilote)
- démarreur de bord obligatoire
- carburant commercial obligatoire
- ravitaillement en huile interdit durant la course
- distance minimale d'un Grand Prix : 300 km
- distance maximale d'un Grand Prix : 400 km
- distance minimale pour être classé : 90% de la distance parcourue par le vainqueur

Le désaccord survenu entre John Surtees et son directeur sportif Eugenio Dragoni à la veille des 24 Heures du Mans, deux semaines avant l'épreuve rémoise, a quelque peu bouleversé le monde des Grands Prix. L'ancien champion du monde vient de quitter la Scuderia Ferrari, sa place en Formule 1 étant prise par Mike Parkes, ingénieur mais également pilote habituel de l'écurie pour les courses d'endurance. La marque italienne perd donc son pilote numéro un, qui venait de remporter brillamment le Grand Prix de Belgique et qui, disposant jusqu'alors de la monoplace la plus aboutie du plateau, était considéré comme favori dans la course au titre mondial par la plupart des professionnels du sport automobile. Surtees n'a toutefois pas tardé à retrouver un volant, l'équipe Cooper, qui venait de recruter Chris Amon au côté de Jochen Rindt en remplacement de Richie Ginther, rappelé par Honda, s'étant empressée d'engager une troisième voiture pour le Britannique. Jusqu'alors second de Surtees, Lorenzo Bandini (qui grâce aux places d'honneur acquises lors des deux premières manches figure en tête du championnat du monde) assume désormais le rôle de premier pilote au sein de l'écurie Ferrari, les voitures italiennes étant données largement favorites sur le très rapide circuit de Reims-Gueux face à des rivales moins puissantes (Cooper, Brabham, Eagle) ou manquant encore de mise au point (Lotus, BRM).

### Le circuit
Situé dans la campagne rémoise, entre Gueux et Thillois, le circuit d'essais et de compétition de Reims emprunte une portion de la route nationale 31, reliant Soissons à Reims, ainsi que deux routes départementales, le tracé en forme un triangle mesurant près de huit kilomètres. Ses longues lignes droites autorisent des vitesses très élevées et favorisent les voitures les plus puissantes. Traditionnellement utilisé une fois par an, au début de l'été, il est le cadre de courses de monoplaces ou d'endurance. Depuis 1960 (dernière année de la Formule 1 2500 cm3), le record officiel de la piste est détenu par Jack Brabham, auteur d'un tour à plus de 217 km/h de moyenne au volant de sa Cooper lors du XLVIe Grand Prix de l'A.C.F..

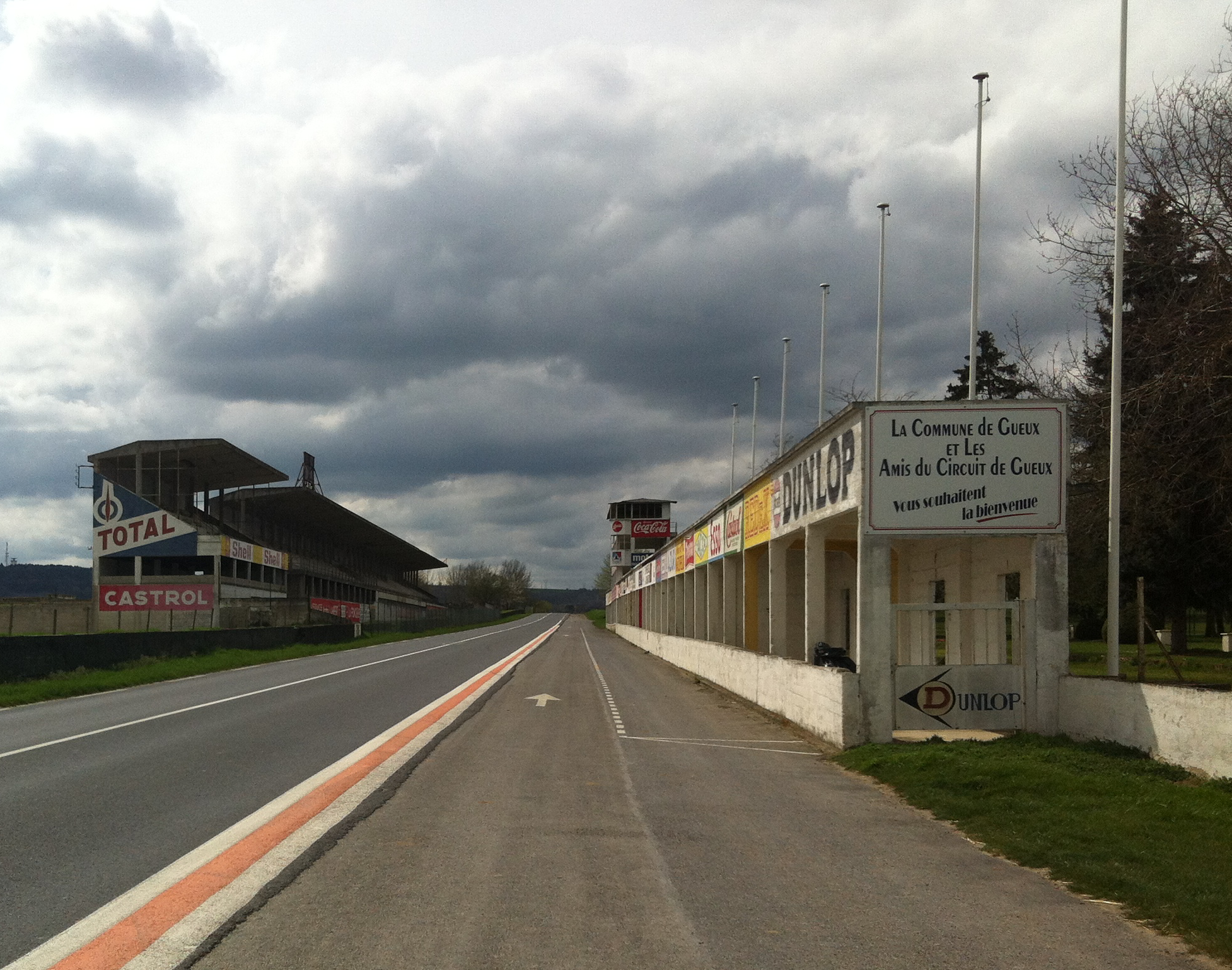
Les stands et la tribune principale du circuit de Reims-Gueux.
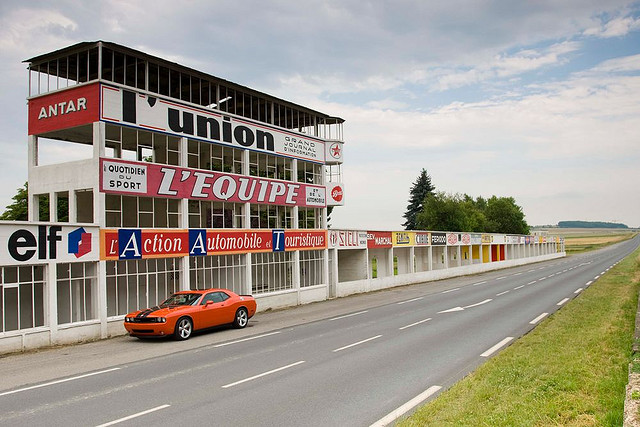
La ligne droite des stands (vue ici dans les années 2000) emprunte la départementale 27.
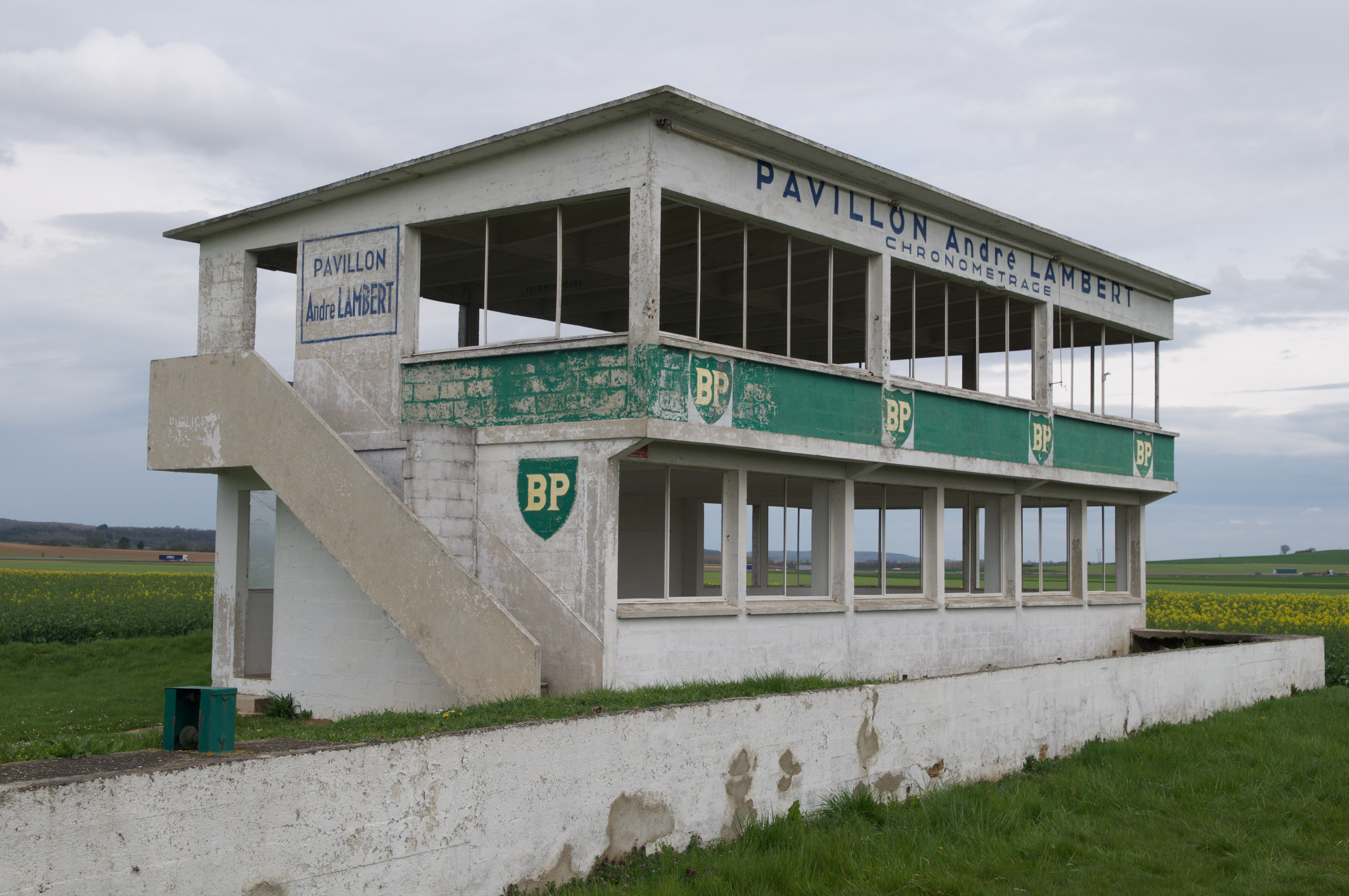
Le poste de chronométrage du circuit.
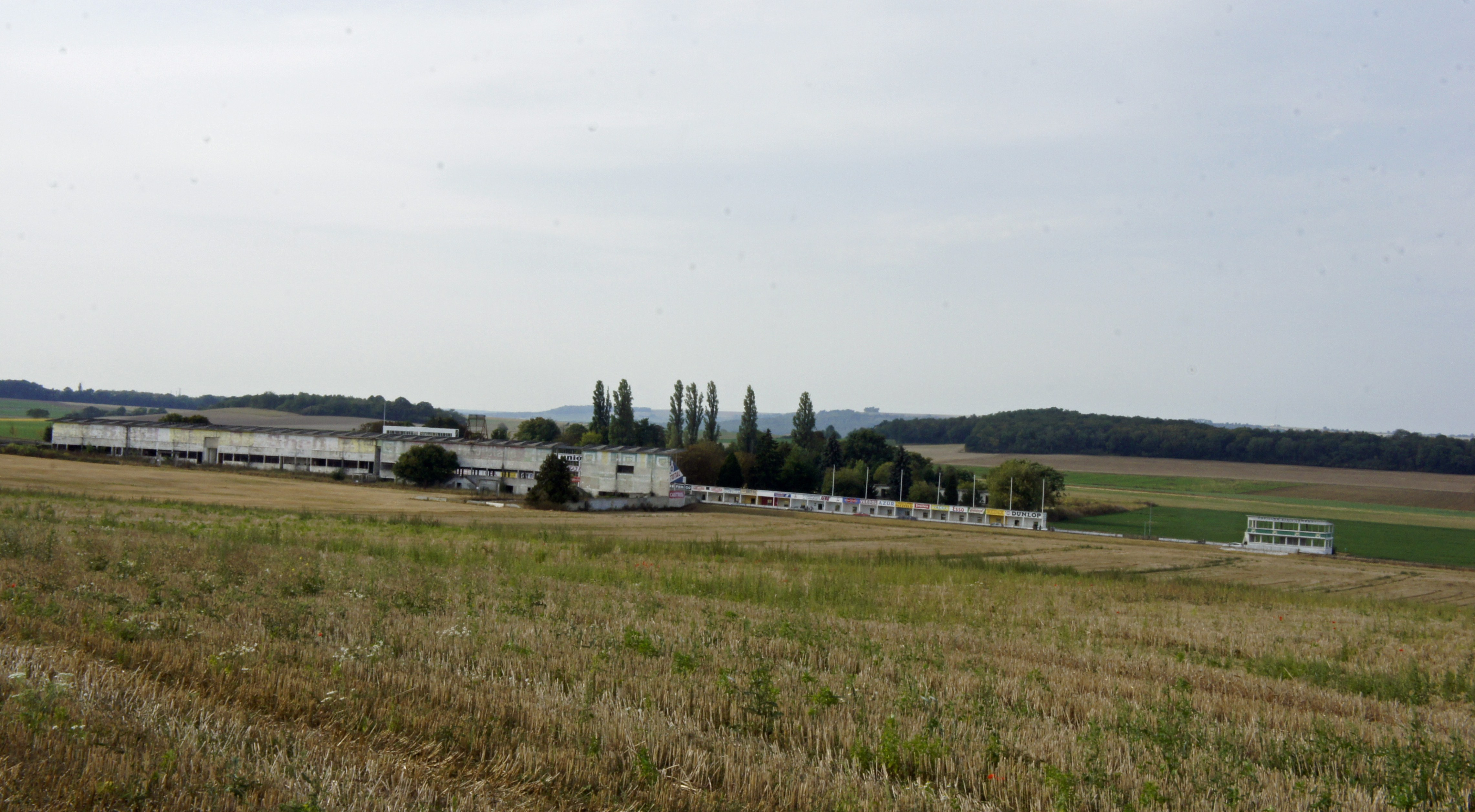
Le cadre du circuit, en pleine campagne champenoise.

## Monoplaces en lice
- Lotus 33 & 43 "Usine"

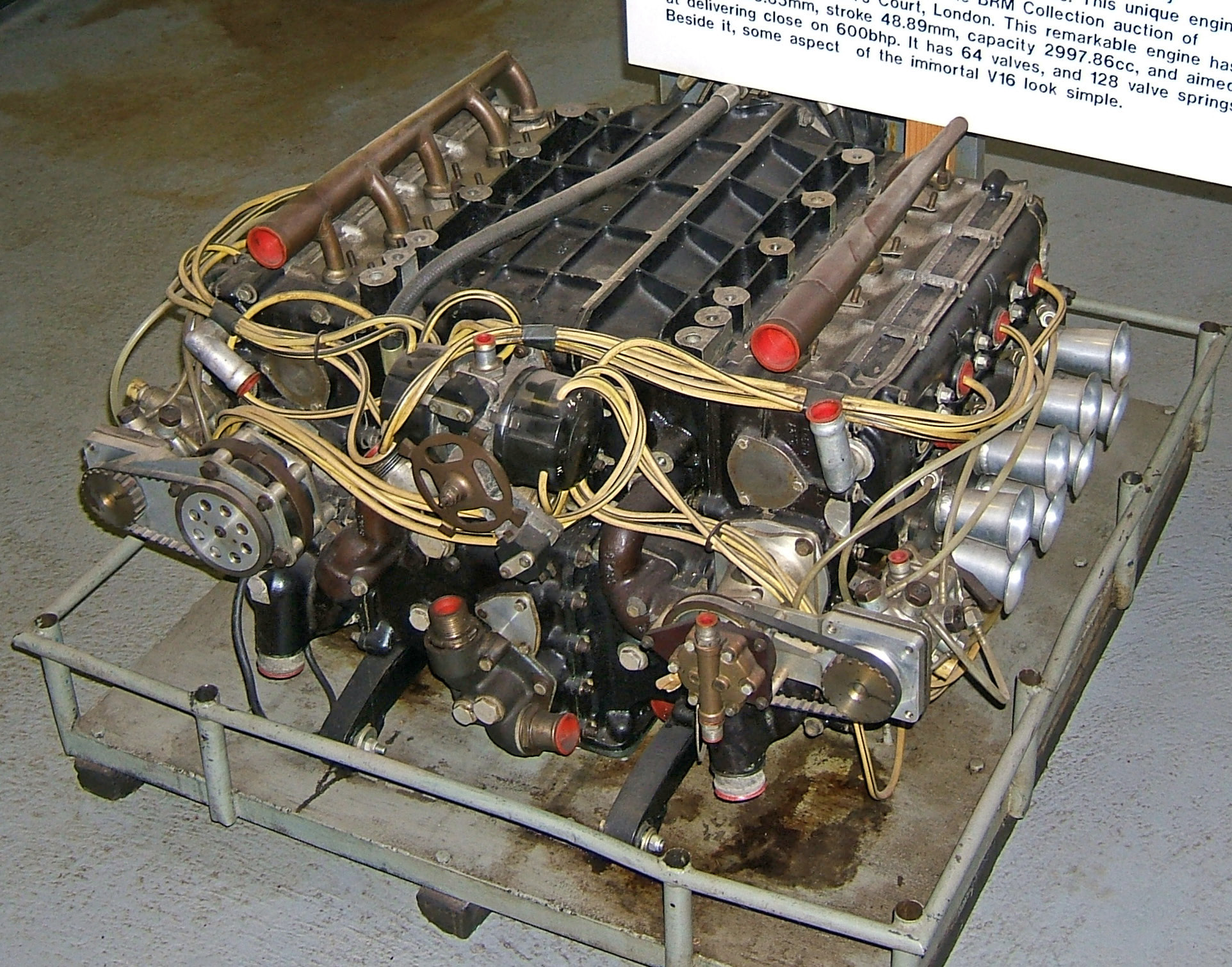
Le complexe moteur BRM à seize cylindres en H, qui équipe les BRM P83 et la Lotus 43.

Peter Arundell se voit une nouvelle fois confier la Lotus 43 à moteur BRM 16 cylindres, dont la mise au point s'avère problématique. Un seul de ces modèles a été réalisé, et Jim Clark utilise toujours la 33 qui lui a valu le titre mondial, avec la dernière version MkIX du moteur V8 Climax FWMV, dont la cylindrée a été portée à 1970 cm3. Les deux monoplaces, à châssis monocoque, font appel à une boîte de vitesses ZF à cinq rapports. Dérivée de la Lotus 38 victorieuse l'année précédente aux 500 miles d'Indianapolis, la 43 ne comporte pas de pontons arrière, le moteur BRM H16 étant porteur. Identique à celui conçu des BRM P83, il comprend deux bancs de huit cylindres superposés et est alimenté par injection indirecte Lucas. Délivrant environ 400 chevaux à 10000 tr/min, c'est le moteur le plus puissant du plateau mais aussi le plus lourd (environ 250 kg). Alors que la 33, qui ne dispose que de 240 chevaux à 8800 tr/min, a dû être lestée pour atteindre le poids minimum de 500 kg, la 43 pèse 680 kg à vide et malgré sa puissance ne s'est jusqu'alors pas montrée plus performante que sa devancière. Les Lotus officielles sont chaussées de pneus Firestone.
- Lotus 25 & 33 privées

L'équipe dirigée par Tim Parnell aligne sa Lotus 33 à moteur V8 BRM (2 litres, 260 chevaux) et boîte de vitesses Hewland à cinq rapports pour Mike Spence. Un autre engagement avait été pris pour Paul Hawkins sur la Lotus 25C de l'écurie, dotée d'un ancien moteur Climax FPF (quatre cylindres, 2,7 litres, 260 chevaux), mais le pilote australien a mis un terme à sa carrière en F1 à l'issue de l'International Trophy.
- BRM P261 & P83 "Usine"

Jackie Stewart n'est pas rétabli de son accident de Spa-Francorchamps et Graham Hill défend seul les couleurs du constructeur de Bourne. Le Britannique dispose des deux P83 construites, qui n'ont encore jamais couru, en plus de sa P261 habituelle. Les deux modèles ont une structure monocoque. Lestée pour atteindre le poids minimal de 500 kg, la P261 est motorisée par un V8 de deux litres, alimenté par injection indirecte Lucas, d'une puissance de 260 chevaux à 10000 tr/min. La transmission est assurée par une six vitesses conçue et réalisée en interne. Les P83 ont le même moteur H16 que celui équipant la Lotus 43 mais utilisent également la boîte six maison. Elles accusent 690 kg sur la balance. Les BRM utilisent généralement des pneus Dunlop, mais l'équipe teste parfois des gommes Firestone lors des séances d'essais.
- BRM P261 privée

L'équipe Chamaco avait engagé sa P261 pour Bob Bondurant mais la voiture, accidentée lors du dernier Grand Prix de Belgique, n'a pu être réparée à temps et le pilote américain a dû déclarer forfait.
- Brabham BT19, BT20 & BT22 "Usine"

Le pilote-constructeur Jack Brabham dispose de son habituelle BT19 tandis que son coéquipier Denny Hulme se voit attribuer une BT20 flambant neuve. Techniquement identiques, les deux monoplaces ne diffèrent que par la structure de leur châssis multitubulaire (tubes ovales sur la BT19, ronds sur la BT20 dont le cockpit a été renforcé), les voies et l'empattement de la BT20 étant légèrement supérieurs à ceux de la BT19. Elles sont équipées d'un moteur V8 Repco dérivé du bloc de l'Oldsmobile F85, Brabham ayant récupéré en 1964 un lot de ces moteurs au prix de la casse. Alimenté par un système d'injection indirecte Lucas, il développe environ 300 chevaux à 6800 tr/min. La transmission est assurée par une boîte de vitesses Hewland à cinq rapports. La BT19 pèse 530 kg à vide, contre 560 pour la BT20. La petite BT22 à moteur quatre cylindres Climax de 2,5 litres (225 chevaux à 6800 tr/min) et boîte cinq vitesses ZF utilisée par Hulme depuis le début de saison sert désormais de mulet. Les Brabham sont chaussées de pneus Goodyear.
- Brabham BT11 privées

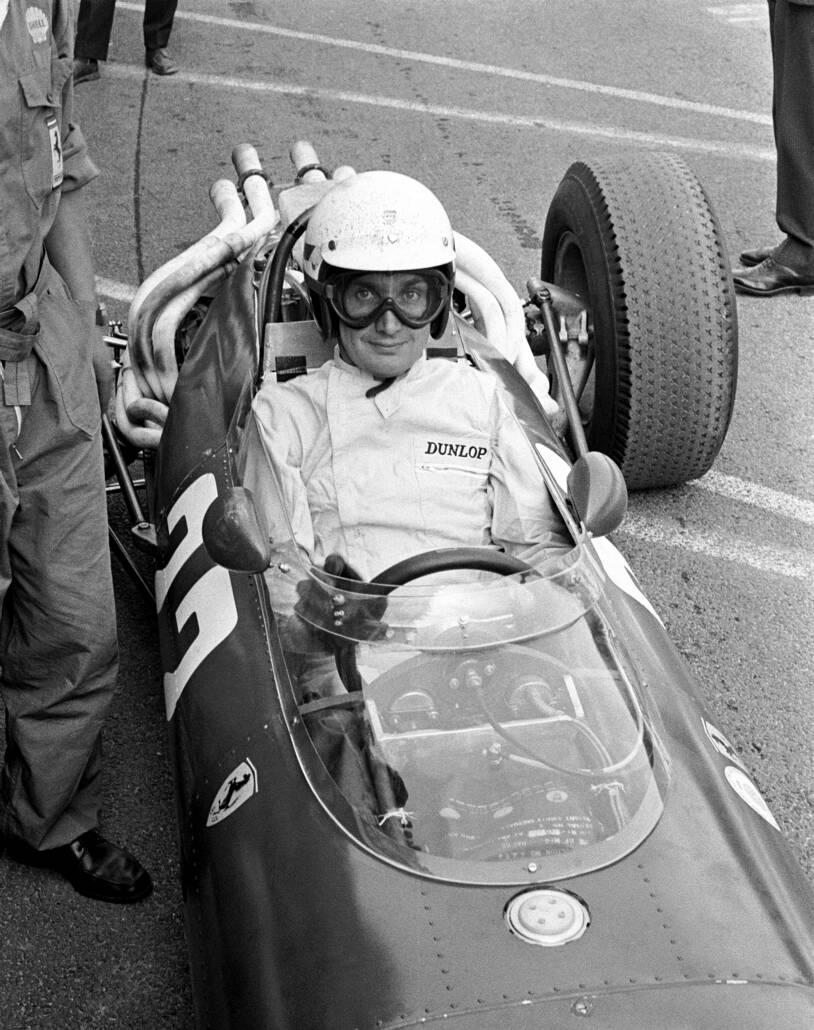
Remplaçant John Surtees, limogé de l'équipe, Mike Parkes effectuera ses débuts en championnat du monde au volant de la Ferrari 312.

Sous les couleurs de DW Racing Enterprises, l'ancien motard Bob Anderson pilotera son ancienne Brabham BT11 à moteur quatre cylindres Climax de 2,7 litres (260 ch à 6800 tr/min). Pour la deuxième fois de la saison, John Taylor dispose de la BT11 à moteur V8 BRM (deux litres, 260 chevaux) de David Bridges (le Britannique avait terminé sixième de l'International Trophy sur cette voiture). Contrairement à Anderson qui utilise des pneus Firestone, Taylor chaussera des pneus Goodyear.
- Ferrari 312 "Usine"

La Scuderia Ferrari est présente avec deux 312 à moteur V12, Lorenzo Bandini héritant de celle utilisée jusqu'alors par John Surtees, l'autre voiture, spécialement construite pour Mike Parkes, ayant un empattement rallongé et un cockpit un peu plus grand afin de permettre au pilote britannique, qui mesure 1,90 mètre, d'être correctement installé à son volant. Ces monoplaces à structure semi-monocoque pèsent environ 600 kg. Accouplé à une boîte cinq vitesses, le V12 est alimenté par un système d'injection Lucas et fournit 350 chevaux à 9500 tr/min. Les Ferrari utilisent des pneus Firestone.
- Cooper T81 "Usine"

L'équipe dirigée par Roy Salvadori aligne trois T81 à moteur V12 Maserati, confiées à Jochen Rindt, Chris Amon et John Surtees, ce dernier ayant été engagé au pied levé après son éviction de la Scuderia Ferrari. Rindt dispose de sa monoplace habituelle tandis que Surtees a hérité de celle attribuée en début de saison à Richie Ginther, rappelé au Japon pour mettre au point la nouvelle F1 Honda, Amon héritant quant à lui d'une voiture neuve. Premières monoplaces à structure monocoque du constructeur de Surbiton, les T81 ont été conçues par Derrick White. Elles pèsent 605 kg à vide. Alimenté par un système d'injection Lucas, le moteur Maserati délivre environ 340 chevaux à 9000 tr/min. Il est associé à une boîte de vitesses ZF à cinq rapports. Les Cooper sont chaussées de pneus Dunlop.
- Cooper privées

Guy Ligier disputera son Grand Prix national au volant de sa T81 personnelle, alors que Joseph Siffert pilotera celle du Rob Walker Racing Team. Ces deux monoplaces sont techniquement identiques aux Cooper officielles et utilisent également des pneus Dunlop. Joakim Bonnier n'a quant à lui pas eu le temps de faire réparer sa T81 accidentée à Francorchamps et a loué pour la circonstance la Cooper T77 que le pilote amateur suisse Fritz Baumann utilise habituellement en course de côte. Cette monoplace, ex F1 1500 cm3, a été adaptée à la nouvelle réglementation trois litres par Alf Francis, l'ancien chef-mécanicien de Stirling Moss ayant remplacé le moteur Climax d'origine par un V8 ATS de 2,7 litres d'une puissance de l'ordre de 250 chevaux.
- Eagle T1F "Usine"

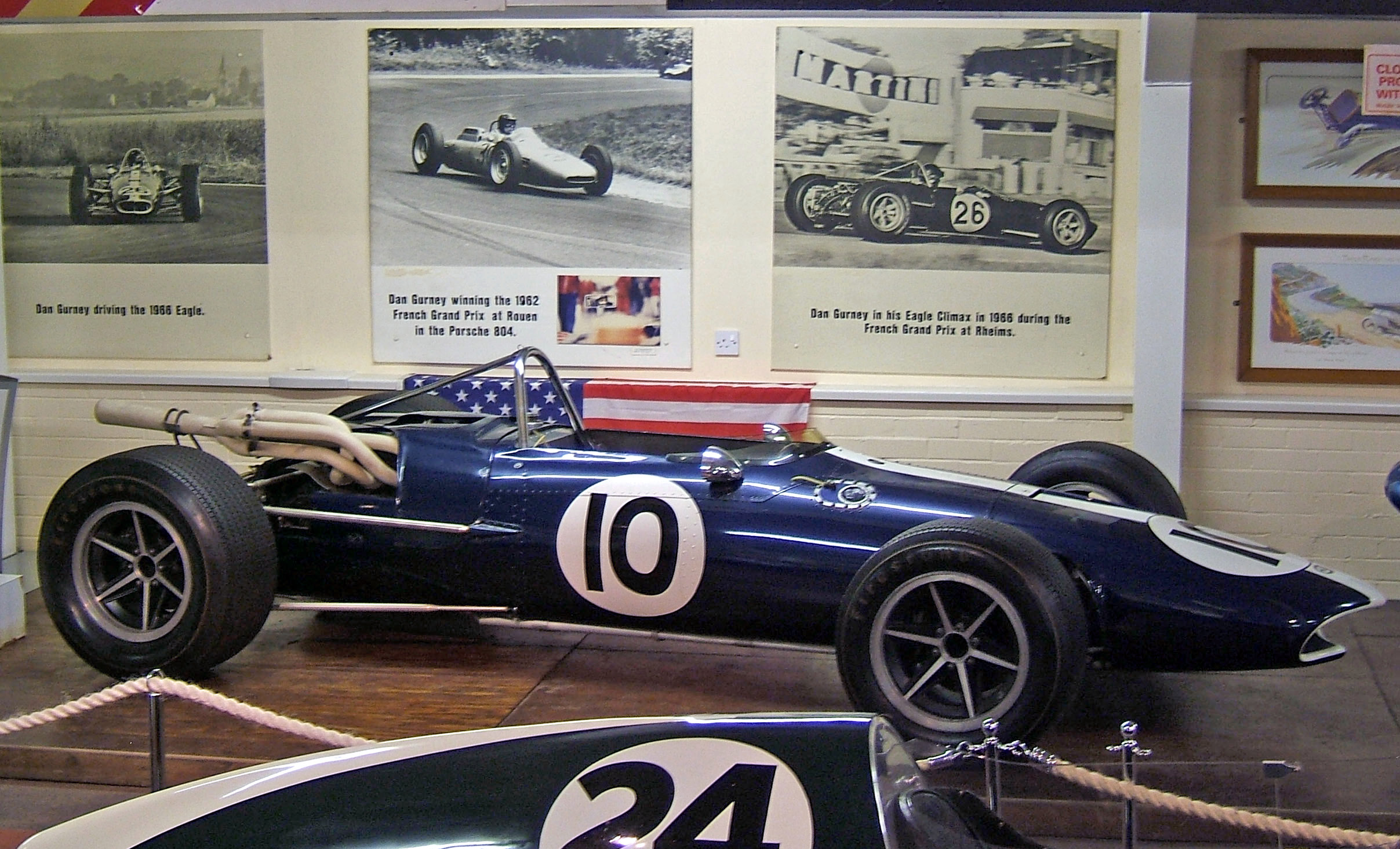
L'Eagle T1F de Dan Gurney.

Toujours dans l'attente du moteur V12 Weslake, Dan Gurney doit une nouvelle fois se contenter d'un ancien moteur Climax FPF de 2,7 litres pour faire courir son Eagle T1F, monoplace à structure monocoque conçue par Len Terry. Avec seulement 220 chevaux, le pilote-constructeur américain ne pourra jouer les premiers rôles sur le très rapide circuit champenois, malgré le haut degré de préparation de sa voiture. Dotée d'une boîte cinq vitesses Hewland, l'Eagle pèse 530 kg et utilise des pneus Goodyear.
- McLaren M2B "Usine"

Malgré un excellent châssis conçu par l'ingénieur britannique Robin Herd, les débuts du pilote-constructeur Bruce McLaren se sont révélés catastrophiques. Les deux M2B à structure monocoque devaient à l'origine être mus par un moteur V8 Ford dérivé de la version Indianapolis, adapté pour la F1 par le motoriste Traco. Quatre des cinq moteurs modifiés n'ont pas passé le cap des essais sur banc et le cinquième a rapidement cassé lors de sa première course. Le moteur V8 Scuderia Serenissima utilisé en Belgique ne s'est pas montré plus fiable que le Ford aussi le Néo-zélandais a-t-il dû déclarer forfait à Reims, faute de moteur disponible.

## Coureurs inscrits
| no | Pilote                    | Écurie                      | Constructeur   | Modèle                    | N° châssis      | Moteur                              | Pneumatiques |
| -- | ------------------------- | --------------------------- | -------------- | ------------------------- | --------------- | ----------------------------------- | ------------ |
| 2  | Jim Clark Pedro Rodríguez | Team Lotus                  | Lotus          | Lotus 33                  | 33 R11          | Coventry Climax FWMV MkIX V8        | F            |
| 4  | Peter Arundell            | Team Lotus                  | Lotus          | Lotus 43                  | 43/1            | BRM P75 H16                         | F            |
| 6  | Jochen Rindt              | Cooper Car Company          | Cooper         | Cooper T81                | F1-3-66         | Maserati 9/F1 V12                   | D            |
| 8  | Chris Amon                | Cooper Car Company          | Cooper         | Cooper T81                | F1-7-66         | Maserati 9/F1 V12                   | D            |
| 10 | John Surtees              | Cooper Car Company          | Cooper         | Cooper T81                | F1-6-66         | Maserati 9/F1 V12                   | D            |
| 12 | Jack Brabham              | Brabham Racing Organisation | Brabham        | Brabham BT19              | F1-1-65         | Repco 620 V8                        | G            |
| 14 | Denny Hulme               | Brabham Racing Organisation | Brabham        | Brabham BT20 Brabham BT22 | F1-2-66 F1-1-64 | Repco 620 V8 Coventry Climax FPF L4 | G            |
| 16 | Graham Hill               | Owen Racing Organisation    | BRM            | BRM P83 BRM P261          | 8301 8302 2616  | BRM P75 H16 BRM P75 H16 BRM P60 V8  | D & F D      |
| 18 | Jackie Stewart            | Owen Racing Organisation    | BRM            | BRM P83                   | 8302            | BRM P75 H16                         | D            |
| 20 | Lorenzo Bandini           | SpA Ferrari SEFAC           | Ferrari        | Ferrari 312               | 312/0010        | Ferrari 218 V12                     | F            |
| 22 | Mike Parkes               | SpA Ferrari SEFAC           | Ferrari        | Ferrari 312               | 312/0012        | Ferrari 218 V12                     | F            |
| 26 | Dan Gurney                | Anglo-American Racers       | Eagle          | Eagle T1F                 | 101             | Coventry Climax FPF L4              | G            |
| 28 | Bruce McLaren             | Bruce McLaren Motor Racing  | McLaren        | McLaren M2B               | M2B/2           | Serenissima M166 V8                 | F            |
| 30 | Joakim Bonnier            | Joakim Bonnier Racing Team  | Cooper Brabham | Cooper T77 Brabham BT22   | F1-1-65 F1-1-64 | ATS V8 Coventry Climax FPF L4       | F G          |
| 32 | Mike Spence               | Reg Parnell Racing          | Lotus          | Lotus 33                  | 33 R13          | BRM P56 V8                          | F            |
| 34 | Paul Hawkins              | Reg Parnell Racing          | Lotus          | Lotus 25C                 | 25 R7           | Coventry Climax FPF L4              | F            |
| 36 | Bob Anderson              | DW Racing Enterprises       | Brabham        | Brabham BT11              | F1-5-64         | Coventry Climax FPF L4              | F            |
| 38 | Joseph Siffert            | Rob Walker Racing Team      | Cooper         | Cooper T81                | F1-2-66         | Maserati 9/F1 V12                   | D            |
| 40 | Bob Bondurant             | Team Chamaco-Collect        | BRM            | BRM P261                  | 2615            | BRM P60 V8                          | G            |
| 42 | Guy Ligier                | Privé                       | Cooper         | Cooper T81                | F1-4-66         | Maserati 9/F1 V12                   | D            |
| 44 | John Taylor               | David Bridges               | Brabham        | Brabham BT11              | F1-4-64         | BRM P60 V8                          | G            |

## Qualifications
Deux séances qualificatives sont prévues, les mercredi, jeudi et vendredi après-midi précédant la course.

### Première séance - mercredi 29 juin
Le temps est superbe le mercredi en fin d'après-midi à l'occasion de la première séance qualificative. Étrennant sa nouvelle monture, John Surtees est le premier à prendre la piste et dès son deuxième tour lancé il améliore le vieux record de Jack Brabham. En l'absence de la Scuderia Ferrari, il va totalement dominer la session, parvenant à accomplir sur sa Cooper un tour à 228,7 km/h de moyenne (soit 10 km/h de mieux que le record officieux du tracé), devançant de près d'une seconde son coéquipier Jochen Rindt. Malgré la puissance moindre de sa monoplace, Brabham, troisième, n'est que quelques dixièmes plus loin. La voiture de l'Australien a également été brièvement utilisée par Denny Hulme, dont la monoplace flambant neuve n'est pas tout à fait prête. Meilleur représentant des écuries privées, Joseph Siffert a réalisé le quatrième temps sur sa Cooper, devant Graham Hill qui a tiré le maximum de sa BRM V8 (à moteur deux litres). Le pilote britannique a également testé les deux modèles à seize cylindres, censés être plus rapides mais qui manquent encore de mise au point et dont les boîtes de vitesses se révèlent très fragiles. La Cooper de Chris Amon n'ayant encore jamais roulé, le jeune néo-zélandais a tenté d'en dégrossir les réglages mais des problèmes de freins et de commande d'accélérateur l'ont empêché de réaliser une performance significative à son volant.
| Pos. | Pilote         | Écurie          | Temps        | Écart          |
| ---- | -------------- | --------------- | ------------ | -------------- |
| 1    | John Surtees   | Cooper-Maserati | 2 min 10 s 7 |                |
| 2    | Jochen Rindt   | Cooper-Maserati | 2 min 11 s 6 | + 0 s 9        |
| 3    | Jack Brabham   | Brabham-Repco   | 2 min 11 s 9 | + 1 s 2        |
| 4    | Joseph Siffert | Cooper-Maserati | 2 min 12 s 3 | + 1 s 6        |
| 5    | Graham Hill    | BRM             | 2 min 14 s 0 | + 3 s 3        |
| 6    | Jim Clark      | Lotus-Climax    | 2 min 15 s 6 | + 4 s 9        |
| 7    | Mike Spence    | Lotus-BRM       | 2 min 18 s 7 | + 8 s 0        |
| 8    | Bob Anderson   | Brabham-Climax  | 2 min 19 s 7 | + 9 s 0        |
| 9    | Guy Ligier     | Cooper-Maserati | 2 min 20 s 5 | + 9 s 8        |
| 10   | Denny Hulme    | Brabham-Repco   | 2 min 22 s 6 | + 11 s 9       |
| 11   | Dan Gurney     | Eagle-Climax    | 2 min 23 s 6 | + 12 s 9       |
| 12   | Chris Amon     | Cooper-Maserati | 2 min 38 s 5 | + 27 s 8       |
| 13   | John Taylor    | Brabham-BRM     | 8 min 43 s 4 | + 6 min 32 s 7 |

### Deuxième séance - jeudi 30 juin
Le temps est de nouveau idéal pour la deuxième soirée d'essais. Dès leur mise en piste, les deux Ferrari se montrent parfaitement adaptées au tracé de Reims et, après une période d'échauffement Lorenzo Bandini accomplit une série de trois tours très rapides, parvenant à battre d'une seconde et demie le temps réalisé la veille par Surtees. Pour sa première sortie en F1 sur ce circuit, Mike Parkes réalise des performances prometteuses. Effectuant plusieurs tours dans le sillage de Bandini, il va s'approcher à une seconde de son coéquipier. Les deux pilotes se sont cependant faits surprendre en fin de séance par Surtees et Rindt qui, profitant à tour de rôle de l'aspiration, sont ensuite parvenus à se faire «tirer» par les puissantes machines italiennes dans les longues lignes droites. Avant que les sociétaires de la Scuderia ne les remarquent, Surtees a ainsi bouclé un tour à 232,8 km/h de moyenne. Malgré une monoplace intrinsèquement moins rapide que celles de son ancienne écurie, il devance Bandini de huit dixièmes de seconde. Rindt n'a pas réussi à exploiter au mieux cette stratégie et obtient le quatrième temps de la journée, concédant sept dixièmes à Parkes. Brabham a aidé son coéquipier Hulme à mettre au point sa nouvelle monoplace et n'a pratiquement pas tourné. Après avoir amélioré d'une seconde sa performance de la veille sur sa BRM V8, Hill s'est ensuite consacré à affiner le comportement d'une des deux monoplaces à seize cylindres mais malgré un changement de commande de boîte de vitesses la sélection des rapports reste problématique et le Britannique n'a pu exploiter pleinement le potentiel de cette machine. La journée s'est révélée catastrophique pour l'équipe Team Lotus : alors que Peter Arundell a une nouvelle fois connu une multitude de problèmes avec la monoplace à moteur seize cylindres, Jim Clark, utilisant toujours l'ancien modèle à moteur deux litres, a heurté un oiseau à pleine vitesse, se blessant sérieusement à l'œil gauche. Un caillot de sang s'est formé, affectant la vision du champion du monde, et sa participation à la course semble compromise.

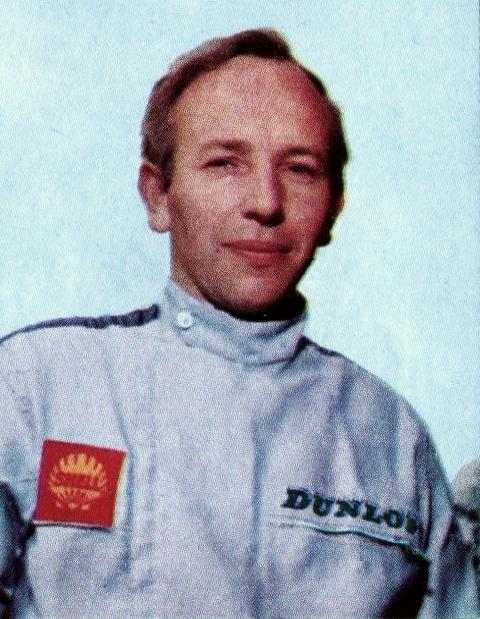
John Surtees a profité de l'aspiration des Ferrari pour réaliser le meilleur temps de la deuxième journée d'essais.

| Pos. | Pilote          | Écurie          | Temps        | Écart    |
| ---- | --------------- | --------------- | ------------ | -------- |
| 1    | John Surtees    | Cooper-Maserati | 2 min 08 s 4 |          |
| 2    | Lorenzo Bandini | Ferrari         | 2 min 09 s 2 | + 0 s 8  |
| 3    | Mike Parkes     | Ferrari         | 2 min 10 s 2 | + 1 s 8  |
| 4    | Jochen Rindt    | Cooper-Maserati | 2 min 10 s 9 | + 2 s 5  |
| 5    | Joseph Siffert  | Cooper-Maserati | 2 min 12 s 2 | + 3 s 8  |
| 6    | Chris Amon      | Cooper-Maserati | 2 min 12 s 4 | + 4 s 0  |
| 7    | Graham Hill     | BRM             | 2 min 13 s 0 | + 4 s 6  |
| 8    | Mike Spence     | Lotus-BRM       | 2 min 14 s 2 | + 5 s 8  |
| 9    | Guy Ligier      | Cooper-Maserati | 2 min 15 s 4 | + 7 s 0  |
| 10   | Jim Clark       | Lotus-Climax    | 2 min 15 s 6 | + 7 s 2  |
| 11   | Dan Gurney      | Eagle-Climax    | 2 min 17 s 9 | + 9 s 5  |
| 12   | Bob Anderson    | Brabham-Climax  | 2 min 18 s 3 | + 9 s 9  |
| 13   | Denny Hulme     | Brabham-Repco   | 2 min 23 s 0 | + 14 s 6 |
| 14   | John Taylor     | Brabham-BRM     | 2 min 23 s 5 | + 15 s 1 |
| 15   | Joakim Bonnier  | Cooper-ATS      | 2 min 27 s 3 | + 18 s 9 |
| 16   | Peter Arundell  | Lotus-BRM       | 2 min 30 s 9 | + 22 s 5 |
| 17   | Jack Brabham    | Brabham-Repco   | 2 min 33 s 2 | + 24 s 8 |

### Troisième séance - vendredi1erjuillet
Les conditions sont les mêmes que les deux jours précédents pour l'ultime séance qualificative, le vendredi soir. Clark n'est pas en état de conduire et Colin Chapman, patron du Team Lotus, après une brève négociation avec les organisateurs, obtient l'autorisation de confier la voiture du champion du monde à Pedro Rodríguez, au côté de Peter Arundell. Ce dernier est parvenu à effectuer une série de tours lancés sur la Lotus-BRM, avant d'être à nouveau stoppé par un problème d'allumage. Le Britannique va alors tester brièvement la voiture de Clark avant d'en passer le volant à Rodríguez. Au sein de l'équipe BRM, Hill, après s'être de nouveau montré le plus rapide des pilotes disposant d'un 'petit' moteur de deux litres, s'est concentré sur les réglages et la mise au point du modèle le plus récent. Après quelques tours, il troque ses habituels pneus Dunlop pour des Firestone, étudie durant quelques kilomètres leur comportement avant de pousser le seize cylindres à son maximum. Il repasse devant les tribunes dans un grondement étourdissant et, bien que devant constamment maintenir le levier de vitesses qui a tendance à «sauter», accomplit deux boucles très rapides en pilotant d'une main, égalant le temps réalisé par Bandini le jeudi. Impressionnés, les pilotes Ferrari prennent aussitôt la piste, Bandini améliorant d'emblée ses performances de la veille tandis que son coéquipier Parkes parvient également à devancer Hill. Les dernières minutes d'essais vont alors être très animées, Surtees et Brabham tournant de concert avec les deux pilotes Ferrari. En toute fin de séance, Bandini parvient à boucler un tour à près de 234 km/h de moyenne, relégués Parkes et Hill à plus d'une seconde et s'adjugeant la pole position. Surtees, qui n'a cette fois pas bénéficié de l'aspiration, n'a pas amélioré mais son temps du jeudi lui assure toutefois la deuxième place sur la grille de départ, Parkes complétant la première ligne. La stabilité de la nouvelle BRM laissant à désirer et la transmission s'avérant fragile, Hill préfère disputer la course sur l'ancien modèle, perdant le bénéfice de sa place à la corde de la deuxième ligne au profit de Brabham, qui a réalisé le quatrième temps de la journée, un résultat plus qu'honorable sur une monoplace nettement moins puissante que ses principales rivales. Son coéquipier Hulme a pu se familiariser avec sa nouvelle monture, désormais au point, aussi le mulet de l'équipe a-t-il pu être loué à Joakim Bonnier, insatisfait de la Cooper-ATS empruntée à Fritz Baumann.

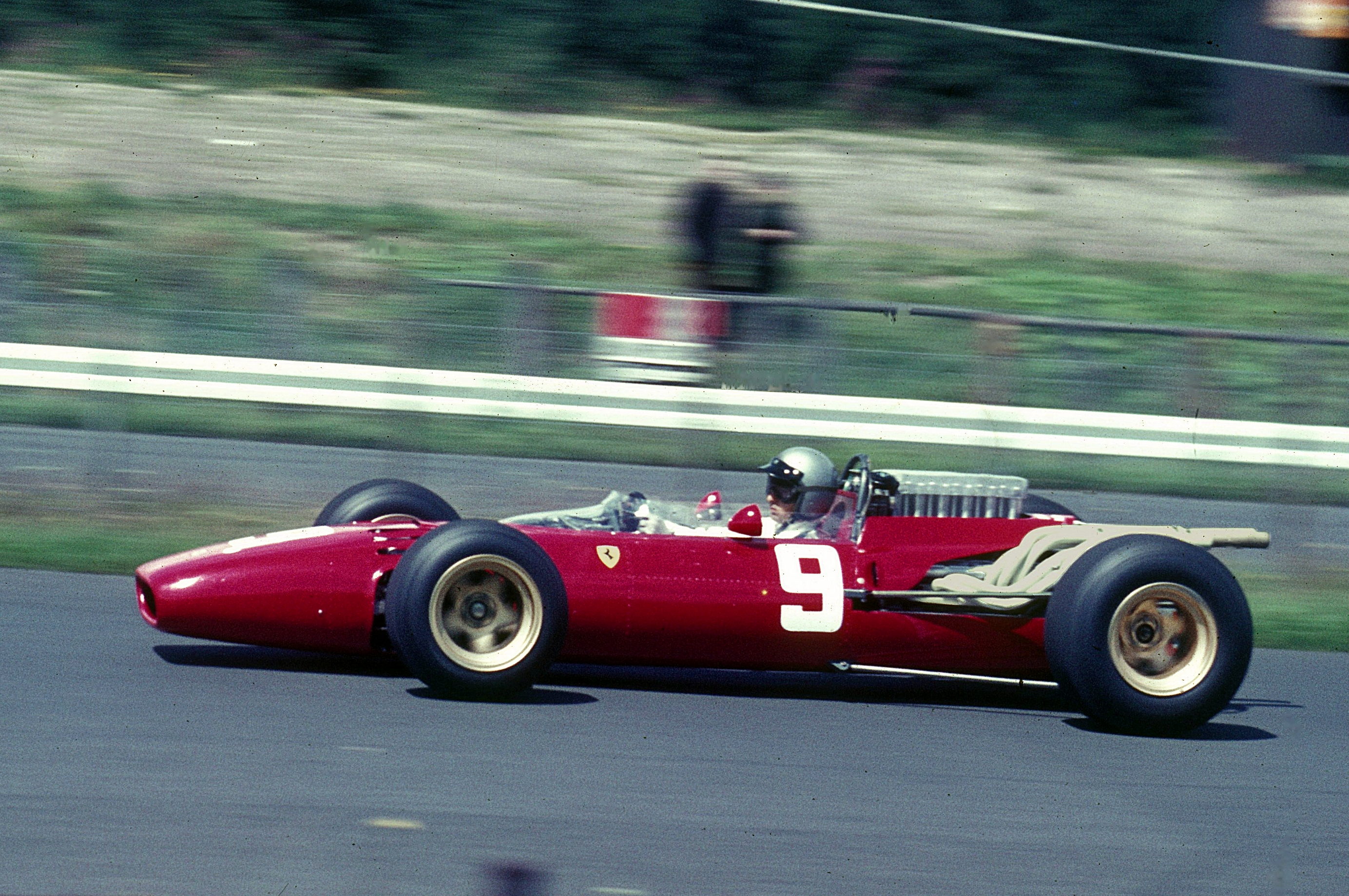
Aux mains de Lorenzo Bandini, la Ferrari 312 a nettement dominé ses rivales lors de la dernière journée d'essais.

| Pos. | Pilote          | Écurie          | Temps        | Écart    |
| ---- | --------------- | --------------- | ------------ | -------- |
| 1    | Lorenzo Bandini | Ferrari         | 2 min 07 s 8 |          |
| 2    | Mike Parkes     | Ferrari         | 2 min 09 s 1 | + 1 s 3  |
| 3    | Graham Hill     | BRM             | 2 min 09 s 2 | + 1 s 4  |
| 4    | Jack Brabham    | Brabham-Repco   | 2 min 10 s 4 | + 2 s 6  |
| 5    | John Surtees    | Cooper-Maserati | 2 min 10 s 6 | + 2 s 8  |
| 6    | Jochen Rindt    | Cooper-Maserati | 2 min 13 s 3 | + 5 s 5  |
| 7    | Denny Hulme     | Brabham-Repco   | 2 min 13 s 3 | + 5 s 5  |
| 8    | Mike Spence     | Lotus-BRM       | 2 min 14 s 5 | + 6 s 7  |
| 9    | Chris Amon      | Cooper-Maserati | 2 min 14 s 6 | + 6 s 8  |
| 10   | Bob Anderson    | Brabham-Climax  | 2 min 15 s 6 | + 7 s 8  |
| 11   | Guy Ligier      | Cooper-Maserati | 2 min 15 s 8 | + 8 s 0  |
| 12   | Pedro Rodríguez | Lotus-Climax    | 2 min 16 s 5 | + 8 s 7  |
| 13   | Joseph Siffert  | Cooper-Maserati | 2 min 17 s 1 | + 9 s 3  |
| 14   | John Taylor     | Brabham-BRM     | 2 min 19 s 2 | + 11 s 4 |
| 15   | Peter Arundell  | Lotus-BRM       | 2 min 19 s 6 | + 11 s 8 |
| 16   | Joakim Bonnier  | Brabham-Climax  | 2 min 23 s 5 | + 15 s 7 |
| 17   | Dan Gurney      | Eagle-Climax    | 2 min 26 s 7 | + 18 s 9 |

### Tableau final des qualifications

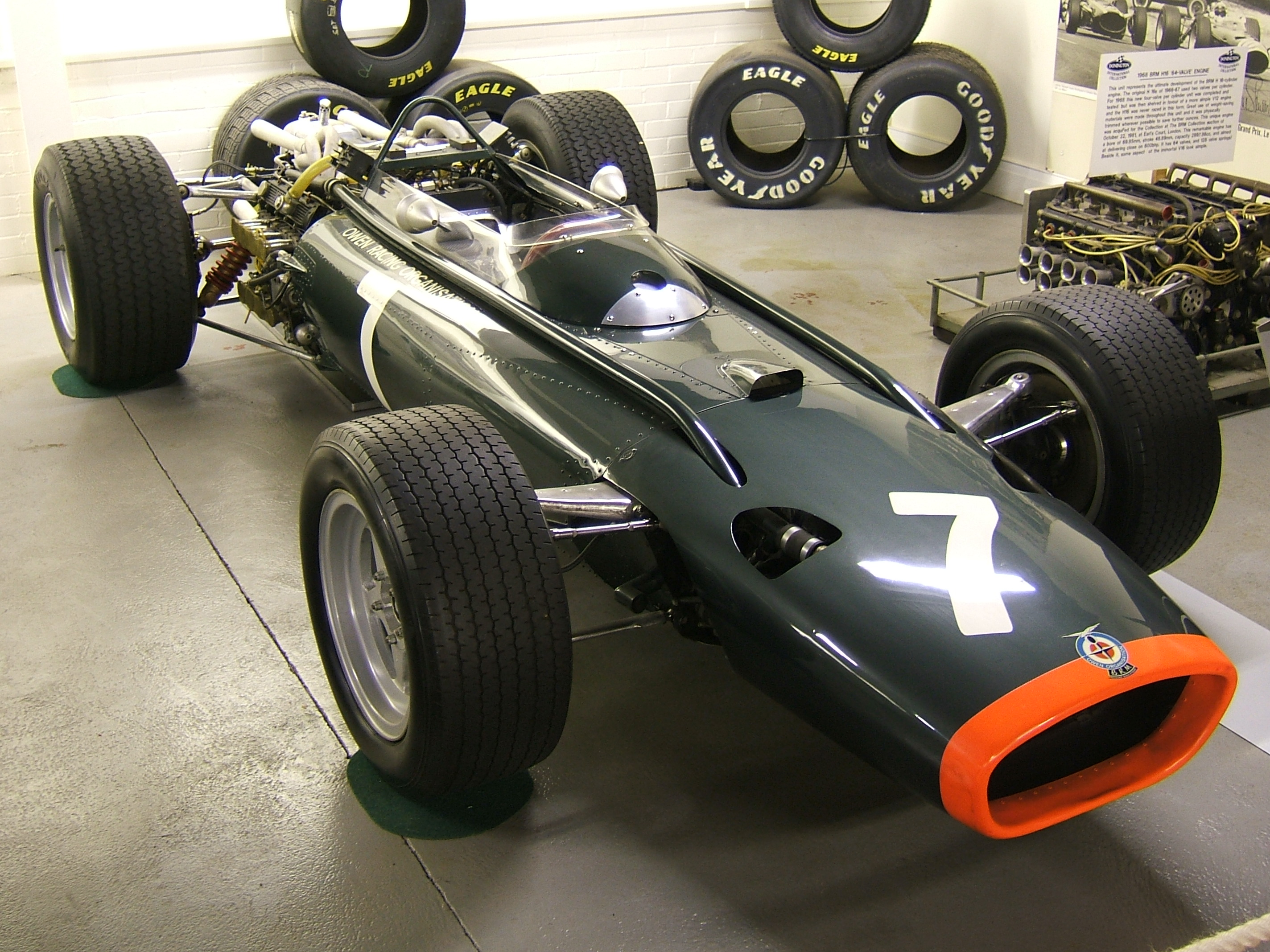
Une BRM P83 semblable à celle de Graham Hill, qui a obtenu quatrième meilleur temps des essais à son volant ; manquant encore de mise au point, la monoplace la plus puissante du plateau ne sera cependant pas utilisée en course.

| Pos. | Pilote          | Écurie          | Temps        | Écart    | Commentaire               |
| ---- | --------------- | --------------- | ------------ | -------- | ------------------------- |
| 1    | Lorenzo Bandini | Ferrari         | 2 min 07 s 8 |          | temps réalisé le vendredi |
| 2    | John Surtees    | Cooper-Maserati | 2 min 08 s 4 | + 0 s 6  | temps réalisé le jeudi    |
| 3    | Mike Parkes     | Ferrari         | 2 min 09 s 1 | + 1 s 3  | temps réalisé le vendredi |
| 4    | Graham Hill     | BRM             | 2 min 09 s 2 | + 1 s 4  | temps réalisé le vendredi |
| 5    | Jack Brabham    | Brabham-Repco   | 2 min 10 s 2 | + 2 s 4  | temps réalisé le vendredi |
| 6    | Jochen Rindt    | Cooper-Maserati | 2 min 10 s 9 | + 3 s 1  | temps réalisé le jeudi    |
| 7    | Joseph Siffert  | Cooper-Maserati | 2 min 12 s 2 | + 4 s 4  | temps réalisé le jeudi    |
| 8    | Chris Amon      | Cooper-Maserati | 2 min 12 s 4 | + 4 s 6  | temps réalisé le jeudi    |
| 9    | Denny Hulme     | Brabham-Repco   | 2 min 13 s 3 | + 5 s 5  | temps réalisé le vendredi |
| 10   | Mike Spence     | Lotus-BRM       | 2 min 14 s 2 | + 6 s 4  | temps réalisé le jeudi    |
| 11   | Guy Ligier      | Cooper-Maserati | 2 min 15 s 4 | + 7 s 6  | temps réalisé le jeudi    |
| 12   | Jim Clark       | Lotus-Climax    | 2 min 15 s 6 | + 7 s 8  | temps réalisé le mercredi |
| 13   | Bob Anderson    | Brabham-Climax  | 2 min 15 s 6 | + 7 s 8  | temps réalisé le vendredi |
| 14   | Pedro Rodríguez | Lotus-Climax    | 2 min 16 s 5 | + 8 s 7  | temps réalisé le vendredi |
| 15   | Dan Gurney      | Eagle-Climax    | 2 min 17 s 9 | + 10 s 1 | temps réalisé le jeudi    |
| 16   | John Taylor     | Brabham-BRM     | 2 min 19 s 2 | + 11 s 4 | temps réalisé le vendredi |
| 17   | Peter Arundell  | Lotus-BRM       | 2 min 19 s 6 | + 11 s 8 | temps réalisé le vendredi |
| 18   | Joakim Bonnier  | Brabham-Climax  | 2 min 23 s 5 | + 15 s 7 | temps réalisé le vendredi |

## Grille de départ
| 1re ligne | Pos. 3                       |                                | Pos. 2                        |                            | Pos. 1                       |
|           | Parkes Ferrari 2 min 09 s 1  |                                | Surtees Cooper 2 min 08 s 4   |                            | Bandini Ferrari 2 min 07 s 8 |
| 2e ligne  |                              | Pos. 5                         |                               | Pos. 4                     |                              |
|           |                              | Rindt Cooper 2 min 10 s 9      |                               | Brabham 2 min 10 s 2       |                              |
| 3e ligne  | Pos. 8                       |                                | Pos. 7                        |                            | Pos. 6                       |
|           | G. Hill BRM 2 min 12 s 8     |                                | Amon Cooper 2 min 12 s 4      |                            | Siffert Cooper 2 min 12 s 2  |
| 4e ligne  |                              | Pos. 10                        |                               | Pos. 9                     |                              |
|           |                              | Spence Lotus 2 min 14 s 2      |                               | Hulme Brabham 2 min 13 s 3 |                              |
| 5e ligne  | Pos. 13                      |                                | Pos. 12                       |                            | Pos. 11                      |
|           | Rodríguez Lotus 2 min 16 s 5 |                                | Anderson Brabham 2 min 15 s 6 |                            | Ligier Cooper 2 min 15 s 4   |
| 6e ligne  |                              | Pos. 15                        |                               | Pos. 14                    |                              |
|           |                              | J. Taylor Brabham 2 min 19 s 2 |                               | Gurney Eagle 2 min 17 s 9  |                              |
| 7e ligne  |                              |                                | Pos. 17                       |                            | Pos. 16                      |
|           |                              |                                | Bonnier Brabham 2 min 23 s 5  |                            | Arundell Lotus 2 min 19 s 6  |

- Blessé à un œil au cours des essais après avoir percuté un oiseau, Jim Clark, auteur du douzième temps, a dû déclarer forfait pour la course. Sa Lotus a été confiée à Pedro Rodríguez, qui s'est qualifié à l'extérieur de la cinquième ligne.
- Auteur du quatrième temps avec sa BRM seize cylindres, Graham Hill a préféré prendre le départ sur son modèle V8, moins rapide mais au comportement plus sûr[1], et a rétrogradé au huitième rang sur la grille.

## Déroulement de la course
Il fait une chaleur accablante lorsque «Toto» Roche donne le départ de la course, le dimanche après-midi. Placé au centre de la première ligne, John Surtees est le plus prompt à démarrer, prenant immédiatement l'avantage sur les Ferrari de Lorenzo Bandini et Mike Parkes. Mais après seulement cinq cents mètres, sa Cooper est débordée de toutes parts, pompe à injection défaillante. Bandini plonge le premier à la corde de la bretelle sud, Jack Brabham parvenant à se placer dans son sillage immédiat. Le pilote-constructeur va ainsi bénéficier de l'aspiration de la Ferrari, nettement plus puissante que sa Brabham, et à la fin du premier tour l'écart entre les deux hommes est de l'ordre d'une seconde. Un peu plus loin, Mike Parkes mène un peloton comprenant les Cooper de Chris Amon, Jochen Rindt et Joseph Siffert, la BRM de Graham Hill, la Brabham Denny Hulme et la Lotus de Mike Spence. En difficulté, Surtees a chuté en treizième position mais poursuit cependant sa course. L'allure des deux hommes de tête est très rapide, Bandini et Brabham, roues dans roues, améliorant successivement le record officiel du circuit. Parkes ne parvient pas à tenir le rythme et après cinq tours est déjà relégué à neuf secondes de son coéquipier. Le pilote britannique est aux prises avec Hill qui, exploitant au mieux le phénomène d'aspiration, a dépassé les trois Cooper qui le précédaient et tire le maximum de son «petit» moteur. Cinquième, Amon doit se battre avec une monoplace au comportement rétif et se maintient avec difficulté devant son coéquipier Rindt. Surtees a perdu toute chance de bien figurer : il est depuis plusieurs minutes arrêté à son stand, où l'on procède au remplacement du système d'entraînement de la pompe d'injection.

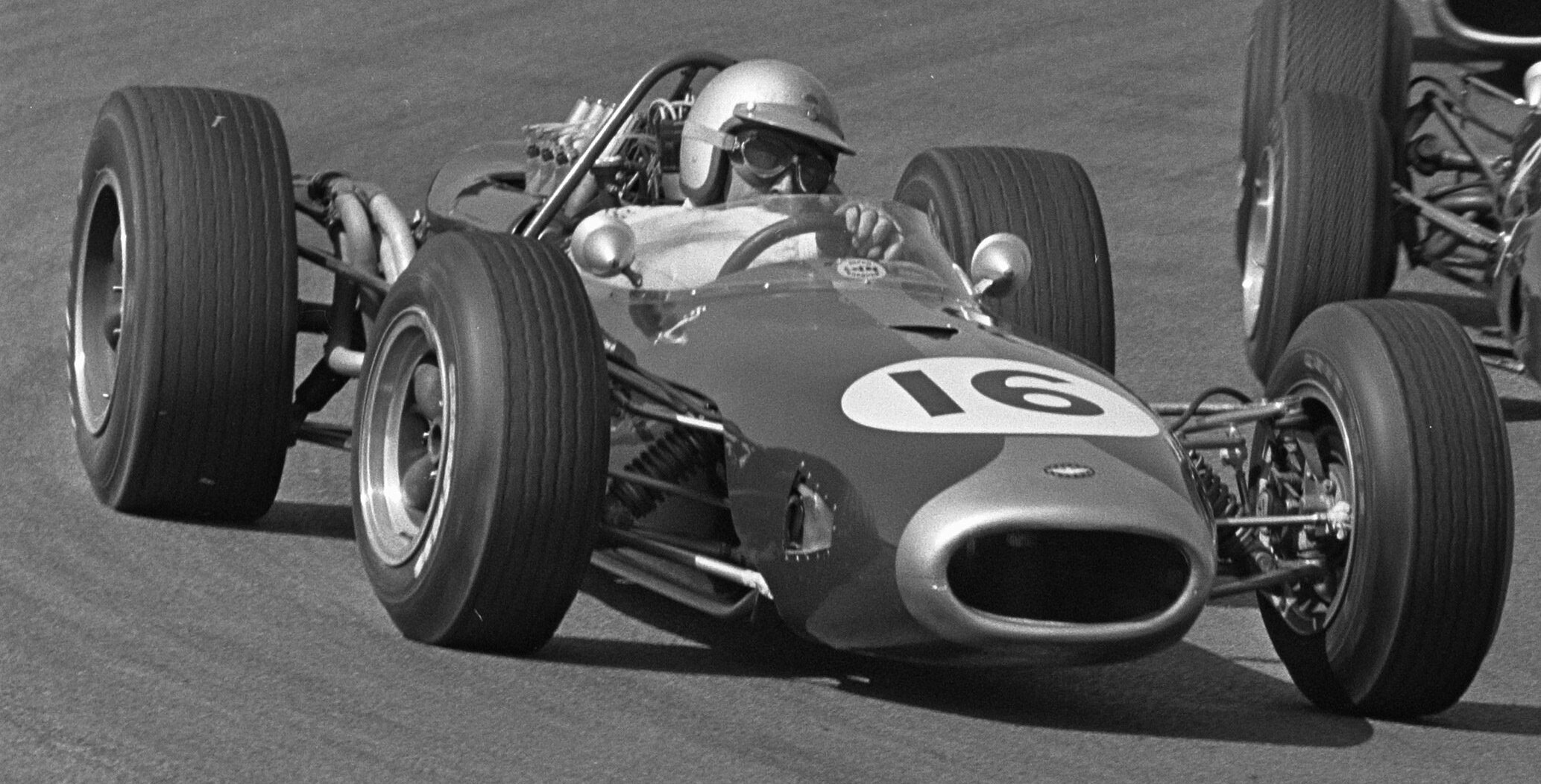
En imposant sa Brabham BT19 à moteur Repco, Jack Brabham est devenu le premier pilote-constructeur vainqueur d'un Grand Prix de championnat du monde.

Tandis que Bandini parvient difficilement à se détacher de Brabham, Parkes et Hill échangent continuellement leurs positions, les deux hommes passant tour après tour côte à côte devant les stands. Au quart de la course, alors que la moyenne s'élève à plus de 222 km/h et que Bandini vient de porter le record officiel du circuit à 226 km/h, Brabham s'accroche toujours au sillage de la Ferrari de tête et ne compte que deux secondes de retard sur elle. Près d'une demi-minute plus loin, Hill, malgré un handicap d'une centaine de chevaux de sa BRM sur la monoplace de son rival, est toujours au coude à coude avec Parkes, compensant dans les courbes son handicap en vitesse de pointe. Amon a dû effectuer un arrêt au stand à cause d'un problème de «vapor lock» et a chuté à la huitième place. C'est maintenant Hulme, qui vient de déborder Rindt, qui occupe le cinquième rang, à une cinquantaine de secondes de Bandini. Au tour suivant, la rupture d'un arbre à cames met fin à la magnifique prestation de Hill, Parkes se retrouvant isolé en troisième position à trente-trois secondes de son coéquipier, qui compte désormais plusieurs centaines de mètres d'avance sur Brabham et va dès lors progressivement creuser l'écart sur l'Australien, qui ne bénéficie plus de l'aspiration de son adversaire et se fait irrémédiablement distancer dans les longues lignes droites du circuit. À la mi-course, l'écart entre les deux premiers est monté à treize secondes, Brabham assurant désormais sa deuxième place, loin devant Parkes qui perd régulièrement du terrain et navigue à plus de cinquante secondes du pilote-constructeur. Toujours quatrième, Hulme a nettement distancé Rindt, qui effectue une course sage. Seuls les cinq premiers sont dans le même tour, Pedro Rodríguez, sixième sur sa Lotus, ayant déjà été doublé par Bandini. Ce dernier accélère encore et améliore à deux reprises, le portant à 227,6 km/h au trentième tour. Il possède alors vingt-six secondes d'avance sur son plus proche poursuivant. Parkes, troisième, accuse une minute et vingt secondes de retard sur son chef de file tandis que Hulme, quatrième, est sur le point d'être doublé par la Ferrari de tête. Rindt commence à son tour à avoir des problèmes de carburation, le jeune pilote autrichien étant en passe d'être rejoint par Rodríguez. Rien ne semble devoir entraver la marche de Bandini quand, au cours du trente-deuxième tour, dans la descente menant au virage de Thillois, l'attache de son câble d'accélérateur cède. Le pilote italien négocie l'épingle sur sa lancée puis s'arrête sur le bas-côté et descend de sa voiture pour effectuer une réparation de fortune à l'aide d'un fil de fer récupéré sur un ballot de paille, lui permettant de commander manuellement l'accélérateur. Il pourra ainsi rejoindre son stand quelques minutes plus tard mais la course est évidemment perdue pour lui. Brabham se retrouve au commandement avec plus de cinquante secondes d'avance sur Parkes. Ce dernier hausse alors le rythme pour tenter de se rapprocher de l'Australien, qui a nettement levé le pied afin de ménager sa mécanique, se contentant de contrôler l'écart sur son poursuivant. Au quarantième tour, Parkes, revenu à trente-cinq secondes de l'homme de tête, poursuit son effort. Cinq boucles plus tard, alors que Rodríguez a abandonné (conduite d'huile cassée), l'écart est tombé à dix-neuf secondes. Nous sommes alors à trois tours de l'arrivée. Étant reparti très attardé après un arrêt démesurément long à son stand, Bandini attend son coéquipier sur la piste et va tenter de l'aspirer pour l'aider dans sa poursuite. Les deux Ferrari vont accomplir les dernières boucles roues dans roues, mais ce sera insuffisant pour rattraper Brabham, qui a géré sa course de main de maître et franchit la ligne en vainqueur en conservant dix secondes d'avance sur la monoplace italienne. C'est un triomphe pour le champion australien qui s'était déjà distingué la veille en remportant la course de Formule 2 sur sa BT18 à moteur Honda. Parkes obtient une encourageante deuxième place pour son premier Grand Prix de championnat du monde. Troisième depuis l'arrêt de Bandini, Hulme a bien failli perdre le bénéfice de ses efforts : au cours du quarante-sixième tour, alors qu'il possédait plusieurs minutes d'avance sur Rindt, quatrième, le moteur de sa Brabham s'est soudainement éteint, pompe à essence désamorcée ; le solide pilote néo-zélandais est alors descendu et a soulevé l'avant de sa monoplace afin de faire couler quelques litres dans le collecteur, ce qui s'avérera suffisant pour redémarrer sa machine et franchir la ligne sans avoir été rejoint par son adversaire autrichien. Profitant des nombreux incidents de course ayant émaillé l'épreuve, Dan Gurney (Eagle) et John Taylor (sur Brabham) terminent respectivement cinquième et sixième, à trois tours toutefois du vainqueur.

### Classements intermédiaires
Classements intermédiaires des monoplaces aux premier, troisième, cinquième, dixième, quinzième, vingtième, vingt-quatrième, trentième, trente-cinquième, quarantième et quarante-cinquième tours,.

### Classement de la course
| Pos. | no | Pilote          | Écurie          | Tours | Temps/Abandon                        | Grille | Points |
| ---- | -- | --------------- | --------------- | ----- | ------------------------------------ | ------ | ------ |
| 1    | 12 | Jack Brabham    | Brabham-Repco   | 48    | 1 h 48 min 31 s 3                    | 4      | 9      |
| 2    | 22 | Mike Parkes     | Ferrari         | 48    | 1 h 48 min 40 s 8 (+ 9 s 5)          | 3      | 6      |
| 3    | 14 | Denny Hulme     | Brabham-Repco   | 46    | 1 h 48 min 41 s 0 (+ 2 tours)        | 9      | 4      |
| 4    | 6  | Jochen Rindt    | Cooper-Maserati | 46    | 1 h 49 min 26 s 5 (+ 2 tours)        | 5      | 3      |
| 5    | 26 | Dan Gurney      | Eagle-Climax    | 45    | 1 h 49 min 35 s 0 (+ 3 tours)        | 14     | 2      |
| 6    | 44 | John Taylor     | Brabham-BRM     | 45    | 1 h 49 min 46 s 2 (+ 3 tours)        | 15     | 1      |
| 7    | 36 | Bob Anderson    | Brabham-Climax  | 44    | 1 h 49 min 29 s 2 (+ 4 tours)        | 12     |        |
| 8    | 8  | Chris Amon      | Cooper-Maserati | 44    | 1 h 50 min 51 s 1 (+ 4 tours)        | 7      |        |
| Nc.  | 42 | Guy Ligier      | Cooper-Maserati | 42    | 1 h 49 min 59 s 6 (non classé)       | 11     |        |
| Abd. | 2  | Pedro Rodríguez | Lotus-Climax    | 40    | Fuite d'huile                        | 13     |        |
| Nc.  | 20 | Lorenzo Bandini | Ferrari         | 37    | 1 h 48 min 40 s 6 (non classé)       | 1      |        |
| Nc.  | 30 | Joakim Bonnier  | Brabham-Climax  | 32    | 1 h 49 min 57 s 6 (non classé)       | 17     |        |
| Abd. | 16 | Graham Hill     | BRM             | 13    | Arbre à cames                        | 8      |        |
| Abd. | 38 | Joseph Siffert  | Cooper-Maserati | 10    | Alimentation d'essence               | 6      |        |
| Abd. | 32 | Mike Spence     | Lotus-BRM       | 8     | Embrayage                            | 10     |        |
| Abd. | 10 | John Surtees    | Cooper-Maserati | 5     | Alimentation d'essence               | 2      |        |
| Abd. | 4  | Peter Arundell  | Lotus-BRM       | 3     | Boîte de vitesses                    | 16     |        |
| Np.  | 2  | Jim Clark       | Lotus-Climax    |       | Non partant (blessé lors des essais) |        |        |

Légende:
- Abd.=Abandon - Nc.=Non classé - Np.=Non partant

### Pole position et record du tour
- Pole position :  Lorenzo Bandini (Ferrari) en 2 min 07 s 8 (vitesse moyenne : 233,859 km/h). Temps réalisé lors de la séance d'essais du vendredi 1er juillet[19].
- Meilleur tour en course :  Lorenzo Bandini (Ferrari) en 2 min 11 s 3 (vitesse moyenne : 227,625 km/h) au trentième tour.

#### Évolution du meilleur tour en course
Le meilleur tour fut amélioré six fois au cours de l'épreuve.

### Tours en tête
- Lorenzo Bandini : 31 tours (1-31)
- Jack Brabham : 17 tours (32-48)

## Classement provisoire du championnat à l'issue de la course
- Attribution des points : 9, 6, 4, 3, 2, 1 respectivement aux six premiers de chaque épreuve.
- Pour la coupe des constructeurs, même barème et seule la voiture la mieux classée de chaque équipe inscrit des points.
- Seuls les cinq meilleurs résultats sont comptabilisés[19].

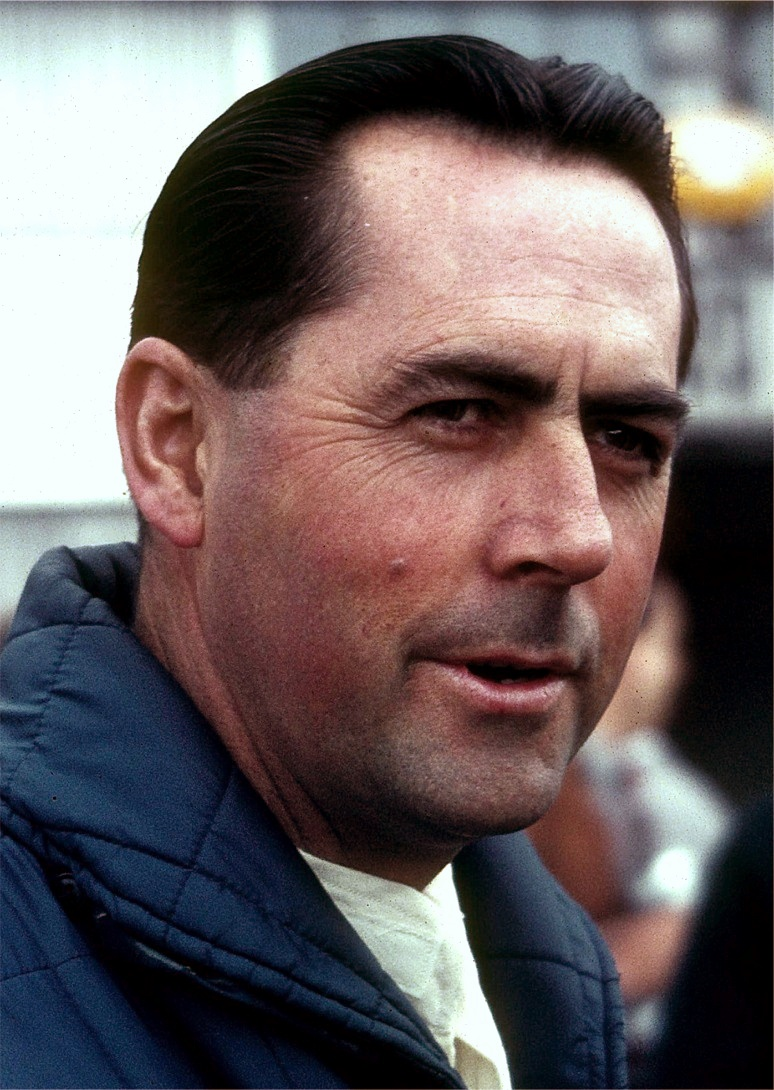
Après sa victoire au Grand Prix de France, Jack Brabham pointe en tête du classement provisoire championnat du monde.

| Pos. | Pilote          | Écurie  | Points | MON | BEL | FRA | GBR | NL | ALL | ITA | USA | MEX |
| ---- | --------------- | ------- | ------ | --- | --- | --- | --- | -- | --- | --- | --- | --- |
| 1    | Jack Brabham    | Brabham | 12     | -   | 3   | 9   |     |    |     |     |     |     |
| 2    | Lorenzo Bandini | Ferrari | 10     | 6   | 4   | -   |     |    |     |     |     |     |
| 3    | Jackie Stewart  | BRM     | 9      | 9   | -   | -   |     |    |     |     |     |     |
|      | John Surtees    | Ferrari | 9      | -   | 9   | -   |     |    |     |     |     |     |
|      | Jochen Rindt    | Cooper  | 9      | -   | 6   | 3   |     |    |     |     |     |     |
| 6    | Mike Parkes     | Ferrari | 6      | -   | -   | 6   |     |    |     |     |     |     |
| 7    | Graham Hill     | BRM     | 4      | 4   | -   | -   |     |    |     |     |     |     |
|      | Denny Hulme     | Brabham | 4      | -   | -   | 4   |     |    |     |     |     |     |
| 9    | Bob Bondurant   | BRM     | 3      | 3   | -   | -   |     |    |     |     |     |     |
| 10   | Richie Ginther  | Cooper  | 2      | -   | 2   | -   |     |    |     |     |     |     |
|      | Dan Gurney      | Eagle   | 2      | -   | -   | 2   |     |    |     |     |     |     |
| 12   | John Taylor     | Brabham | 1      | -   | -   | 1   |     |    |     |     |     |     |

| Pos. | Écurie          | Points | MON | BEL | FRA | GBR | NL | ALL | ITA | USA | MEX |
| ---- | --------------- | ------ | --- | --- | --- | --- | -- | --- | --- | --- | --- |
| 1    | Ferrari         | 21     | 6   | 9   | 6   |     |    |     |     |     |     |
| 2    | Brabham-Repco   | 12     | -   | 3   | 9   |     |    |     |     |     |     |
| 3    | BRM             | 9      | 9   | -   | -   |     |    |     |     |     |     |
|      | Cooper-Maserati | 9      | -   | 6   | 3   |     |    |     |     |     |     |
| 5    | Eagle-Climax    | 2      | -   | -   | 2   |     |    |     |     |     |     |
| 6    | Brabham-BRM     | 1      | -   | -   | 1   |     |    |     |     |     |     |

## À noter
- 8e victoire en championnat du monde pour Jack Brabham.
- 3e victoire en championnat du monde pour Brabham en tant que constructeur.
- 1re victoire en championnat du monde pour Repco en tant que motoriste, la deuxième en Formule 1, la Brabham-Repco de Jack Brabham s'étant deux mois plus tôt imposée lors de l'International Trophy, à Silverstone[13].
- 1re victoire en championnat du monde d'un pilote (Jack Brabham) au volant d'une monoplace de sa conception (Brabham). Jack Brabham avait jusqu'alors remporté six courses de Formule 1 hors championnat sur une voiture de sa marque[13].
- Venant d'Italie et se rendant sur le circuit de Reims-Gueux pour assister au Grand Prix, l'ancien champion du monde Giuseppe Farina a été victime d'un accident mortel le jeudi 30 juin, sa Lotus Cortina ayant quitté la route avant de s'écraser contre un arbre aux environs de Chambéry[25].